# Thoropa
A Thoropa  a kétéltűek (Amphibia) osztályába, a békák (Anura) rendjébe és a Cycloramphidae családba tartozó nem.

## Elterjedése
A nembe tartozó fajok Dél-Amerikában honosak.

## Rendszerezésük
A Thoropa nembe az alábbi fajok tartoznak:
- Thoropa lutzi Cochran, 1938
- Thoropa megatympanum Caramaschi & Sazima, 1984
- Thoropa miliaris (Spix, 1824)
- Thoropa petropolitana (Wandolleck, 1907)
- Thoropa saxatilis Cocroft & Heyer, 1988
- Thoropa taophora (Miranda-Ribeiro, 1923)